# Skyddshandskar

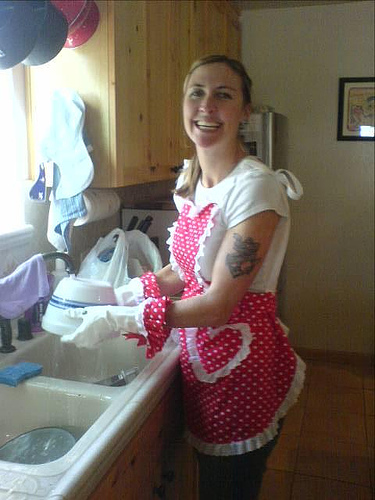
Kvinna som använder hushållshandskar i samband med diskning.

Skyddshandskar är handskar som tillverkas i syfte att användas som skydd mot skade- och hälsorisker. Skyddshandskar kan vara designade att skydda bäraren mot till exempel frät-, stick- och skärskador eller mot smitta. Ett vardagligt exempel är hushållshandsken eller diskhandsken.
Årligen säljs det ca. 650 000 skyddshandskar i Sverige.